# Eric Martel
Eric Martel (Straubing, Alemania, 29 de abril de 2002) es un futbolista alemán que juega de centrocampista en el F. C. Colonia de la Bundesliga.

## Trayectoria
Debutó como profesional con el R. B. Leipzig en la segunda ronda de la Copa de Alemania 2020-21 el 22 de diciembre de 2020, entrando como suplente en el minuto 88 por Dayot Upamecano ante el F. C. Augsburgo. El partido fuera de casa acabó con victoria por 3-0.
El 24 de junio de 2022 se anunció el traspaso de Martel al F. C. Colonia, donde firmó un contrato de cuatro años.

## Estadísticas

### Clubes
Actualizado al último partido disputado el 18 de mayo de 2025.
| Club                          | Div.          | Temporada     | Liga  | Liga  | Liga   | Copas nacionales | Copas nacionales | Copas nacionales | Copas internacionales | Copas internacionales | Copas internacionales | Total | Total | Total  |
| Club                          | Div.          | Temporada     | Part. | Goles | Asist. | Part.            | Goles            | Asist.           | Part.                 | Goles                 | Asist.                | Part. | Goles | Asist. |
| ----------------------------- | ------------- | ------------- | ----- | ----- | ------ | ---------------- | ---------------- | ---------------- | --------------------- | --------------------- | --------------------- | ----- | ----- | ------ |
| R. B. Leipzig · Alemania      | 1.ª           | 2020-21       | 0     | 0     | 0      | 1                | 0                | 0                | 0                     | 0                     | 0                     | 1     | 0     | 0      |
| R. B. Leipzig · Alemania      | Total club    | Total club    | 0     | 0     | 0      | 1                | 0                | 0                | 0                     | 0                     | 0                     | 1     | 0     | 0      |
| F. K. Austria Viena · Austria | 1.ª           | 2020-21       | 21    | 1     | 2      | 1                | 0                | 0                | —                     | —                     | —                     | 22    | 1     | 2      |
| F. K. Austria Viena · Austria | 1.ª           | 2021-22       | 30    | 2     | 3      | 2                | 1                | 0                | 2                     | 0                     | 0                     | 34    | 3     | 3      |
| F. K. Austria Viena · Austria | Total club    | Total club    | 51    | 3     | 5      | 3                | 1                | 0                | 2                     | 0                     | 0                     | 56    | 4     | 5      |
| F. C. Colonia · Alemania      | 1.ª           | 2022-23       | 29    | 1     | 1      | 0                | 0                | 0                | 6                     | 0                     | 0                     | 35    | 1     | 1      |
| F. C. Colonia · Alemania      | 1.ª           | 2023-24       | 30    | 1     | 1      | 2                | 0                | 0                | —                     | —                     | —                     | 32    | 1     | 1      |
| F. C. Colonia · Alemania      | 2.ª           | 2024-25       | 31    | 3     | 0      | 3                | 0                | 0                | —                     | —                     | —                     | 34    | 3     | 0      |
| F. C. Colonia · Alemania      | Total club    | Total club    | 90    | 5     | 2      | 5                | 0                | 0                | 6                     | 0                     | 0                     | 101   | 5     | 2      |
| Total carrera                 | Total carrera | Total carrera | 141   | 8     | 7      | 9                | 1                | 0                | 8                     | 0                     | 0                     | 158   | 9     | 7      |